# مسجل الشركات (المملكة المتحدة)
مسجل الشركات (بالإنجليزية: Companies House) أو هيئة تسجيل الشركات البريطانية أو بيت الشركات هو السجل الرسمي للشركات في المملكة المتحدة والوكالة التنفيذية الرئيسية التابعة لحكومتها، تقع مسؤولياته الرئيسية ضمن تسجيل الشركات وتأسيسها وحفظ ونشر معلوماتها للعامة، وحل الشركات. تعمل الوكالة كصندوق تجاري تابع لوزارة الأعمال والتجارة، مما يعني أنها تمول نفسها بشكل أساسي من الرسوم التي تتقاضاها مقابل خدماتها.
يتم تسجيل جميع الشركات المحدودة في المملكة المتحدة لدى "بيت الشركات"، ويجب عليها تقديم تفاصيل محددة سنويًا، مثل بيانات أعضاء مجلس الإدارة، وبياناتها المالية، مما يجعل معلومات الشركات البريطانية متاحة للعموم بشفافية.

## التاريخ

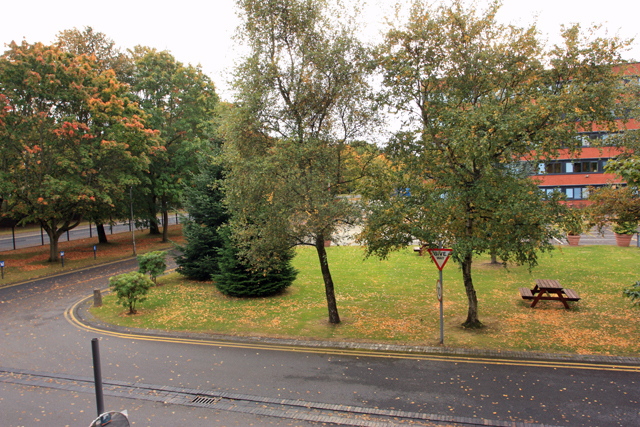
المقر الرئيسي لبيت الشركات في كارديف، ويلز.

تأسس "بيت الشركات" بموجب قانون الشركات المساهمة لعام 1844 (Joint Stock Companies Act 1844)، والذي يُعتبر أول تشريع حديث للشركات في المملكة المتحدة. للمرة الأولى، أتاح القانون للشركات إمكانية التأسيس دون الحاجة إلى ميثاق ملكي أو قانون برلماني خاص. كان الهدف من القانون هو تنظيم الشركات وتشجيع التجارة مع زيادة الشفافية من خلال التسجيل الإلزامي.
تطورت مهام الوكالة بشكل كبير على مر العقود مع صدور قوانين جديدة للشركات. في عام 1976، تم نقل المقر الرئيسي للسجل من لندن إلى كارديف في ويلز، لتصبح مركز العمليات الرئيسي. شهدت فترة التسعينيات بداية التحول الرقمي، وفي عام 2006، أصبح تقديم معظم المستندات إلكترونيًا إلزاميًا، مما سرّع من وتيرة العمليات بشكل كبير.

## الدور والمسؤوليات الرئيسية
تتمحور مهام "بيت الشركات" حول دورة حياة الشركة، من تأسيسها إلى حلها.

### تسجيل الشركات
تتولى الوكالة عملية تأسيس (Incorporation) جميع أنواع الشركات في المملكة المتحدة، بما في ذلك الشركات المحدودة بالأسهم، والشركات المحدودة بالضمان، والشراكات المحدودة المسؤولية.

### حفظ السجلات ونشرها
تكمن المسؤولية الأساسية لـ"بيت الشركات" في إدارة السجل العام للشركات. يجب على جميع الشركات المسجلة تقديم تحديثات منتظمة تشمل:
- بيان التأكيد السنوي (Confirmation statement): يؤكد صحة المعلومات الأساسية للشركة.[8][9]
- الحسابات السنوية (Annual accounts): توفر نظرة عامة على الوضع المالي للشركة.[10]
- إشعارات بتغيير المديرين أو العناوين المسجلة.

تُتاح جميع هذه المعلومات للجمهور، مما يوفر درجة عالية من الشفافية للشركات العاملة في المملكة المتحدة.

### حل الشركات
يتولى "بيت الشركات" أيضًا عملية حل الشركات. يتم شطب الشركة من السجل (Strike-off) عندما تتوقف عن العمل أو تفشل في تقديم مستنداتها القانونية المطلوبة، مما يؤدي إلى حلها قانونيًا.

## الشفافية والبيانات المفتوحة
أعلن بيت الشركات في عام 2015 عن إتاحة جميع بياناته الرقمية للجمهور بشكل مجاني. قبل هذا التاريخ، كان الوصول إلى المستندات يتطلب دفع رسوم. أدت هذه السياسة إلى زيادة هائلة في استخدام بيانات الشركات من قبل الصحفيين والباحثين والمنظمات غير الحكومية والشركات الأخرى، وساهمت في الكشف عن الفساد وغسيل الأموال والتهرب الضريبي.

## انتقادات وتحديات
على الرغم من دوره الهام، واجه بيت الشركات انتقادات لسنوات طويلة تركزت بشكل أساسي على موثوقية المعلومات المسجلة لديه. حتى وقت قريب، كانت الوكالة تعمل بمبدأ "قبول المعلومات بحسن نية"، مما يعني أنها لم تكن تملك صلاحيات قانونية للتحقق من صحة المعلومات المقدمة إليها.
أدى هذا الضعف إلى استغلال السجل من قبل كيانات احتيالية، حيث تم تسجيل شركات بأسماء مديرين وهميين أو بمعلومات خاطئة لأغراض غير قانونية، مثل إنشاء شركات وهمية لغسيل الأموال.
لمواجهة هذه التحديات، صدر قانون الجرائم الاقتصادية وشفافية الشركات لعام 2023 (Economic Crime and Corporate Transparency Act 2023)، الذي منح "بيت الشركات" صلاحيات جديدة وأوسع للتحقق من هوية المديرين والمساهمين، والتدقيق في المعلومات المقدمة، ورفض التسجيلات المشبوهة، ومشاركة البيانات بشكل أفضل مع وكالات إنفاذ القانون.